# Cmentarz żydowski w Treście
Cmentarz żydowski w Treście – kirkut społeczności żydowskiej zamieszkującej leżący w pobliżu Tresty Żarnów. Nie wiadomo kiedy dokładnie powstał. Miał powierzchnię 1 ha. Został zniszczony podczas II wojny światowej. Obecnie brak na nim nagrobków. Teren cmentarza był wykorzystywany jako boisko sportowe.